# Hakon Børresen
Axel Ejnar Hakon Børresen (ur. 2 czerwca 1876 w Kopenhadze, zm. 6 października 1954 tamże) – duński kompozytor.

## Życiorys
Syn sklepikarza. Jako dziecko uczył się gry na fortepianie, wiolonczeli i teorii muzyki. W latach 1897–1901 studiował u Johana Svendsena. Od 1923 do 1949 roku był przewodniczącym stowarzyszenia kompozytorów duńskich (Dansk Tonekunstnerforening). Letnie miesiące spędzał w Skagen, zauroczony tym miastem skomponował Preludium dla uczczenia 500-lecia jego powstania. Głęboko zaangażowany w pannordycką współpracę kulturalną. W 1932 roku został członkiem szwedzkiej Królewskiej Akademii Muzycznej (Kungliga Musikaliska Akademien) w Sztokholmie, był także honorowym członkiem stowarzyszenia kompozytorów norweskich (Norsk Tonekunstnersamfund).
Reprezentant późnoromantycznego kierunku w muzyce duńskiej. Skomponował m.in. koncert skrzypcowy (1904), opery (Den kongelige gæst, 1907 i Kaddara, 1921), ponadto symfonie, utwory kameralne, organowe i na fortepian, pieśni i muzykę do utworów scenicznych.

## Odznaczenia
- Kawaler Orderu Danebroga (1927, Dania)[5]
- Odznaka Honorowa Orderu Danebroga (1933, Dania)[5]
- Oficer Orderu Korony (Włochy)[5]
- Komandor Orderu św. Olafa (Norwegia)[5]
- Kawaler Orderu Gwiazdy Polarnej (Szwecja)[5]
- Komandor Orderu Wazów (Szwecja)[5]